# Ivan Vasilievič Gudovič
Ivan Vasilievič Gudovič (Starye Ivaitenki, 1741 – Olgopol, 22 gennaio 1820) è stato un generale russo.
È noto in particolare per la presa di Khadjibey (1789) e per la conquista marittima di Dagestan (1807). Fu governatore di Mosca dal 1809 al 1812.

## Biografia

### I primi anni
Discendente dalla nobile famiglia dei Gudovič, Ivan era figlio del generale russo Vasilij Andreevič Gudovič della staršiná dei cosacchi ucraini. Studiò in gioventù all'Università Albertina di Königsberg ed a quella di Lipsia. Iniziò il suo servizio militare nell'esercito russo nel 1759 come sottufficiale del genio, divenendo poi ufficiale aiutante della cancelleria di Pëtr Ivanovič Šuvalov.
Durante il breve regno dello zar Pietro III, fece una rapida carriera grazie all'aiuto di suo fratello Andrei Vasilievič Gudovič, aiutante di campo dell'imperatore. Nel 1761 venne nominato aiutante generale dello zio dell'imperatore, il feldmaresciallo generale principe Giorgio Ludovico di Holstein-Gottorp. Dopo che Caterina II di Russia fu salita al trono (1762), venne arrestato come sospetto cospiratore, ma rilasciato tre settimane dopo e presto promosso.

### La carriera
Gudovič assurse a una certa importanza durante la guerra russo-turca (1768-1774) ove ebbe modo di distinguersi a Khotyn, Larga ed a Kagul. Trascorse il decennio successivo impegnato in parte in opere militari, in parte in opere amministrative presso le città di Ryazan, Tambov e Podolia.
Si distinse nuovamente nella guerra russo-turca (1787-1792): nel 1789 riuscì a conquistare la cittadella di Khadjibey che venne poi rinominata Odessa dall'amministrazione russa. Procedette quindi alla cattura di Kilia, una solida fortezza che comandava il delta del Danubio. Quando si preparava ad assediare Ismail (Bessarabia), il principe Potëmkin lo rimpiazzò col generale Aleksandr Vasil'evič Suvorov. Gudovič venne quindi spostato sul fronte caucasico dove attaccò e vinse la più importante delle fortezze ottomane nell'area, Anapa, facendo prigionieri 13.000 nemici.
Di fronte a un tale successo, a Gudovič si aspettava alti incarichi militari e puntava soprattutto alla guida dell'invasione russa della Persia programmata per il 1796, ma il supremo comando russo la diede invece ad un giovane ed inesperto Valerian Aleksandrovič Zubov. Deluso, Gudovič pensò di ritirarsi dal servizio attivo quando, improvvisamente, dopo la morte della zarina Caterina II di Russia, il suo successore Paolo richiamò Ivan e rimpiazzò Zubov con Gudovič, creandolo inoltre conte.

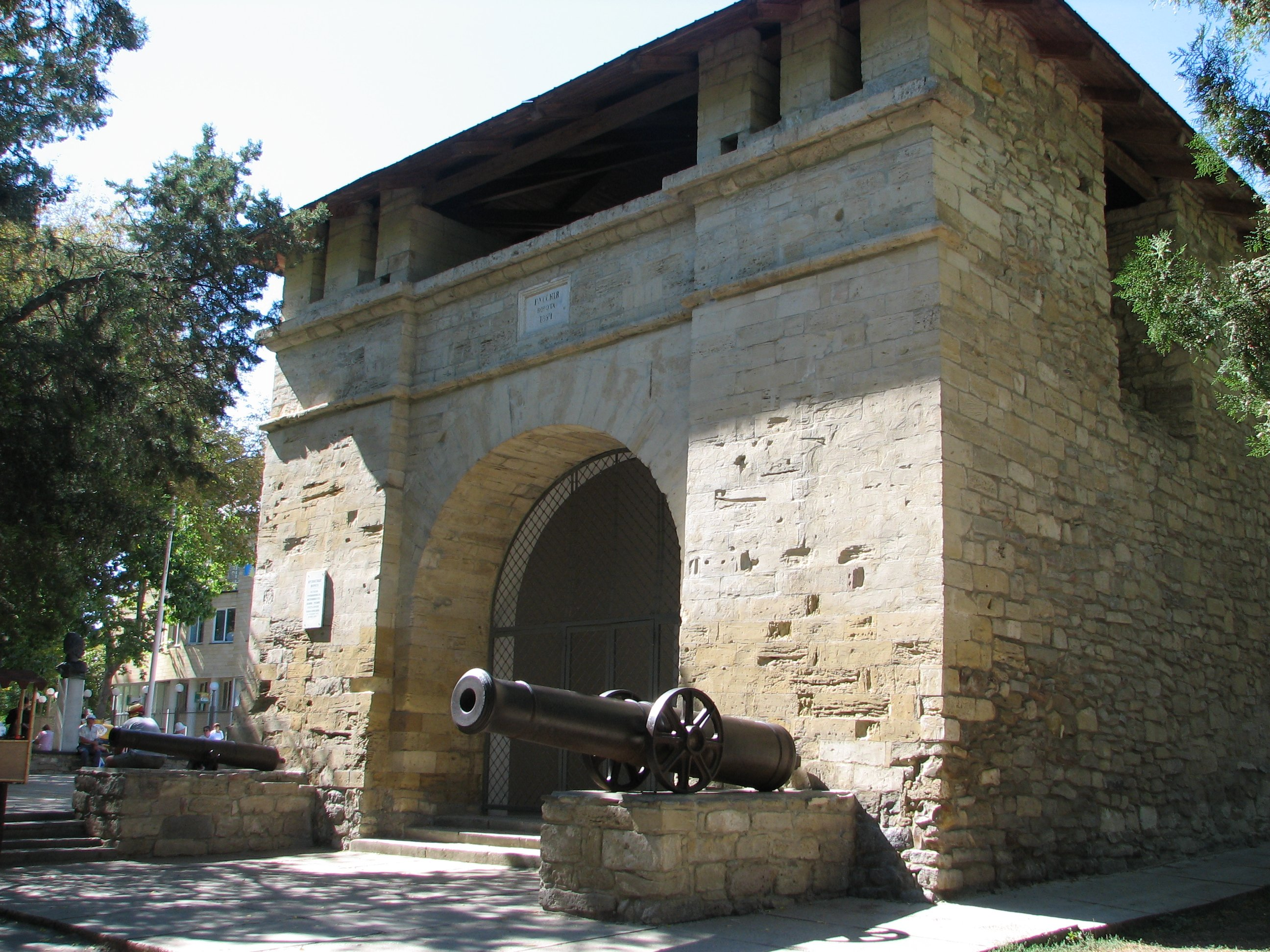
La fortezza di Anapa, conquistata da Gudovich nel 1791.

Nel frattempo, però, la questione persiana si era risolta ed a Gudovič venne dato il delicato compito di combattere i rivoluzionari francesi sul Reno. In Persia, invece, Gudovič vi andò qualche anno dopo con lo scoppio di nuove ostilità.
Nominato comandante in capo del Caucaso nel 1806, Gudovič guidò l'esercito russo nel mar Caspio nel corso della guerra russo-persiana (1804-1813), vincendo i khanati di Derbent, Sheka e Baku. Dopo aver vinto l'esercito di 24.000 uomini di Yusuf Pascià nella Battaglia di Arpachai, Gudovič venne promosso feldmaresciallo. Ad ogni modo, la battaglia gli costò un occhio e lo lasciò incapacitato a reggere effettivamente il comando. Nel 1808, il generale non riuscì a catturare Erevan e dovette ritirarsi coi suoi soldati in Georgia.
Frustrato per questi suoi fallimenti, Gudovič abbandonò tutti i suoi incarichi e si ritirò a Mosca nel 1809, città dove gli venne offerto il governatorato che mantenne per tre anni sino a quando l'età avanzata lo costrinse a ritirarsi nella sua enorme tenuta di campagna a Podolia, ereditata da suo suocero, il conte Kirill Razumovsky. Gudovič morì all'età di 80 anni e venne sepolto, secondo le sue ultime volontà, nella cattedrale di Santa Sofia a Kiev.

## Onorificenze

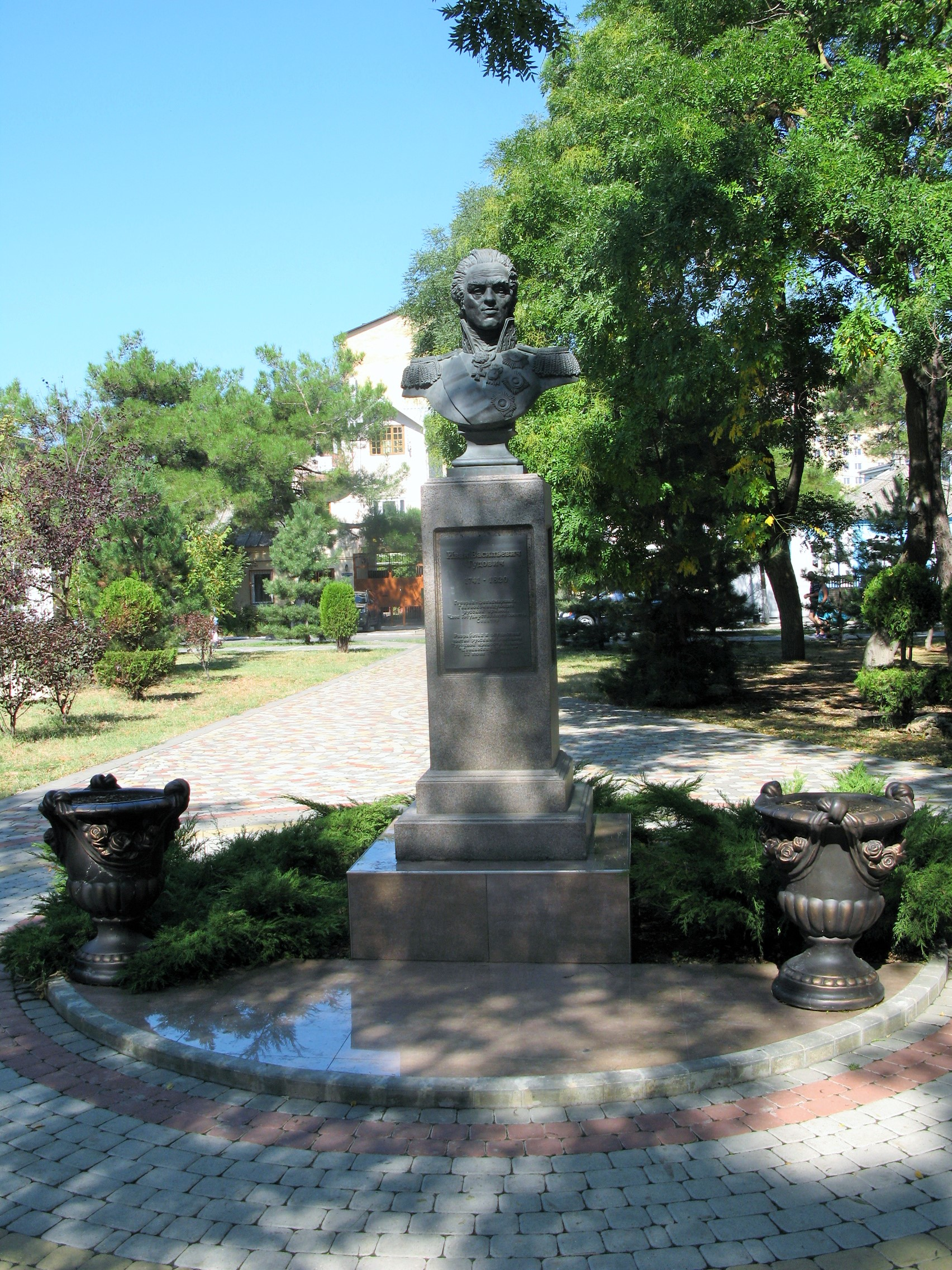
Monumento al feldmaresciallo Gudovič ad Anapa